# Petite-Rosselle
Petite-Rosselle là một xã trong vùng Grand Est, thuộc tỉnh Moselle, quận Forbach, tổng Stiring-Wendel. Tọa độ địa lý của xã là 49° 12' vĩ độ bắc, 06° 51' kinh độ đông. Petite-Rosselle nằm trên độ cao trung bình là 310 mét trên mực nước biển, có điểm thấp nhất là 190 mét và điểm cao nhất là 313 mét. Xã có diện tích 5,05 km², dân số vào thời điểm 1999 là 6785 người; mật độ dân số là 1343 người/km².

## Thông tin nhân khẩu
| 1962  | 1968  | 1975  | 1982  | 1990  | 1999  |
| ----- | ----- | ----- | ----- | ----- | ----- |
| 7 618 | 8 301 | 7 794 | 7 160 | 6 944 | 6 785 |